# Nils Brun
Pour les articles homonymes, voir Brun.
Nils Brun, né le 14 juin 2000, est un coureur cycliste suisse. Il est membre de l'équipe Tudor.

## Biographie
Formé au Bike Club Spiez, Nils Brun pratique à la fois le cyclisme sur route et le VTT dans les catégories de jeunes. 
En 2021, il se classe 24e et meilleur coureur de son pays sur le Tour de l'Avenir. Il délaisse ensuite définitivement le VTT pour la route à partir de 2022 en rejoignant l'équipe continentale Swiss Racing Academy, renommée Tudor en cours d'année. Au printemps, il est retenu au sein d'une délégation nationale suisse pour disputer le Tour de Romandie, sa première course World Tour, après le forfait de son compatriote Robin Froidevaux,. Lors de la deuxième étape, il participe à une échappée et reçoit le prix de la combativité. Il remporte également le championnat de Suisse sur route espoirs organisé conjointement avec les Allemands et Luxembourgeois.

## Palmarès sur route
- 2016
  - 3e du championnat de Suisse sur route débutants
- 2017
  - 2e de Coire-Arosa juniors
- 2018
  - 3e du championnat de Suisse du contre-la-montre juniors
- 2020
  -  Champion de Suisse sur route élites nationaux
- 2022
  -  Champion de Suisse sur route espoirs
  - GP Mobiliar
  - 2e du championnat de Suisse du contre-la-montre espoirs